# Robert Braet
Robert Braet (ur. 11 lutego 1912 w Brugii, zm. 23 lutego 1987 tamże) – belgijski piłkarz grający na pozycji bramkarza. W swojej karierze rozegrał 14 meczów w reprezentacji Belgii.

## Kariera klubowa
Całą swoją karierę piłkarską Braet spędził w klubie Cercle Brugge. W 1928 roku zadebiutował w jego barwach w rozgrywkach pierwszej ligi belgijskiej. Występował w nim do końca sezonu 1947/1948. W sezonie 1929/1930 wywalczył z nim mistrzostwo Belgii. W barwach Cercle Brugge rozegrał 350 meczów.

## Kariera reprezentacyjna
W reprezentacji Belgii Braet zadebiutował 11 października 1931 w wygranym 2:1 towarzyskim meczu z Polską, rozegranym w Brukseli. W 1938 roku został powołany do kadry na mistrzostwa świata we Francji. Na nich był rezerwowym i nie wystąpił w żadnym meczu. Od 1931 do 1938 roku rozegrał w kadrze narodowej 14 meczów.